# Из времён Хольберга
«Из времён Хольберга» (норв. Fra Holbergs tid), соч. 40 ― произведение Эдварда Грига. Имеет подзаголовок «Сюита в старинном стиле» (норв. Suite i gammel stil) и состоит из пяти частей. Композиция была написана в 1884 году и приурочена к 200-летию со дня рождения драматурга Людвига Хольберга.

## История
Изначально сюита была написана Григом для фортепиано, но спустя год композитор переложил её для струнного оркестра. Сюита состоит из вступления (прелюдии) и набора из четырёх танцев XVIII века. Произведение является ярким примером раннего неоклассицизма.
Григ посвятил Хольбергу два произведения; ещё одна работа ― кантата «Памяти Хольберга» ― осталась неизданной. Первое исполнение оркестрового варианта сюиты состоялось в марте 1885 года под управлением композитора.

## Структура
Сюита состоит из пяти частей:
- Прелюдия (Allegro vivace)

- Сарабанда (Andante)

- Гавот (Allegretto)

- Ария (Andante religioso)

- Ригодон (Allegro con brio)

В отличие от старинных сюит, в данном сочинении отсутствуют аллеманда, куранта и жига.

## Отличия оркестрового варианта сюиты
Переложение сюиты для струнного оркестра во многих отношениях отличается от оригинала для фортепиано соло. Прелюдия в фортепианной версии открывается серией арпеджио:

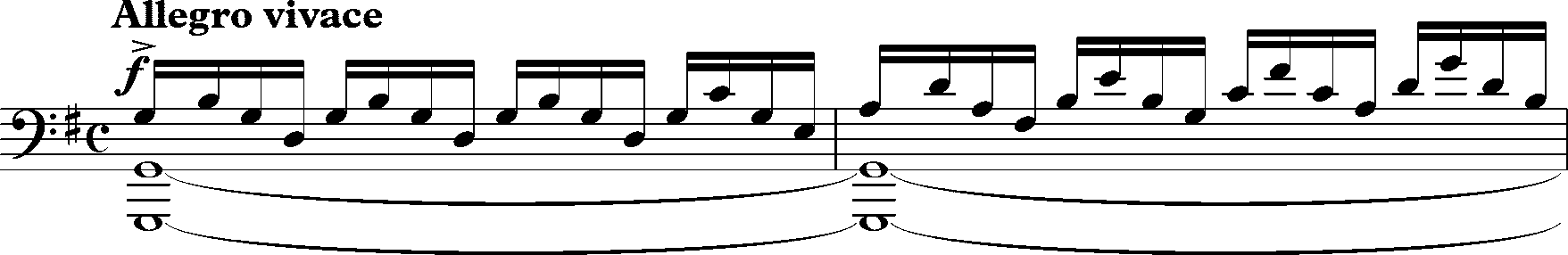
Такты 1 и 2 прелюдии, фортепиано

В оркестровом варианте они заменены повторяющимися сериями аккордов:

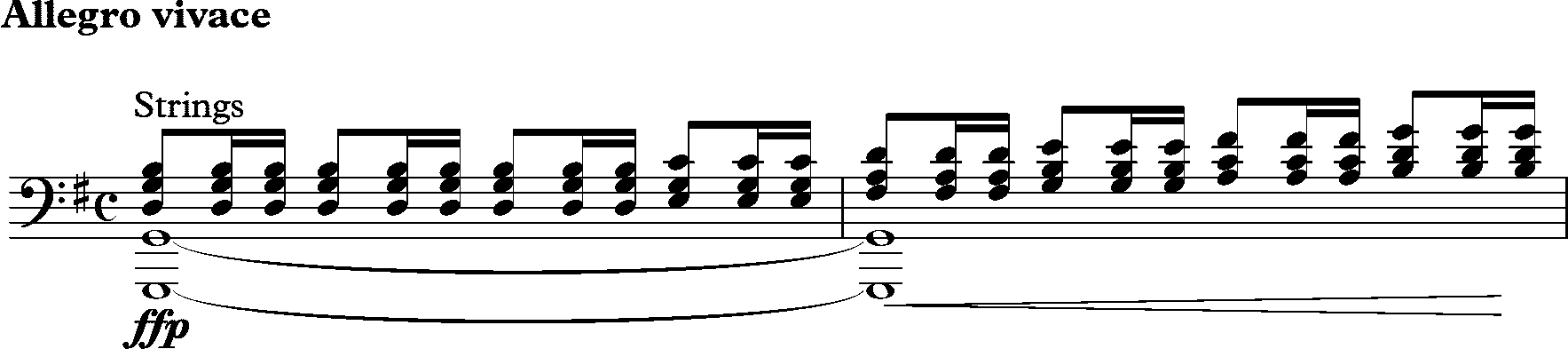
Такты 1 и 2 прелюдии, оркестр

Также заметно отличаются такты 31–34 прелюдии, которые для фортепиано записаны следующим образом:

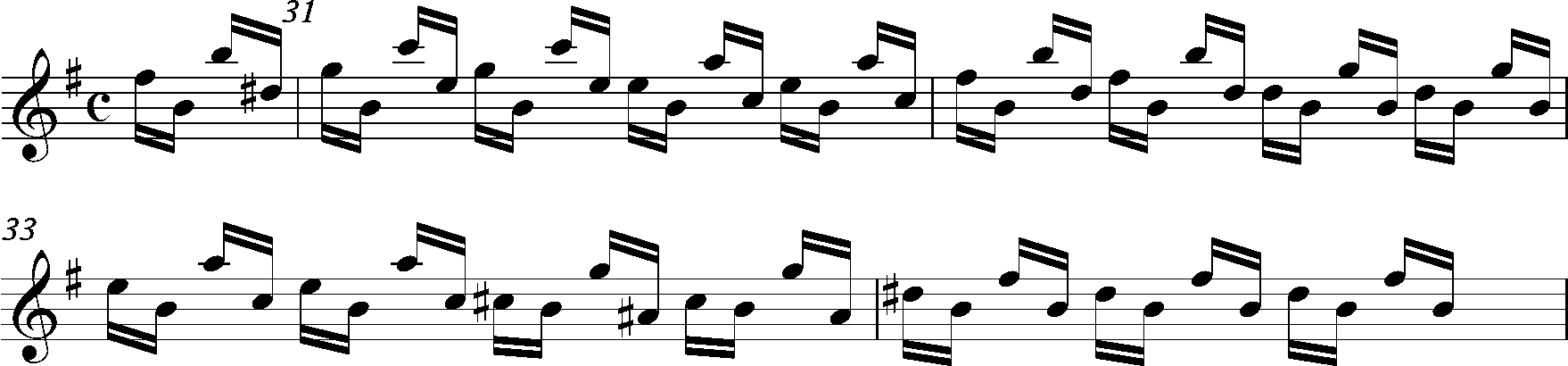
Такты 31–34 прелюдии, фортепиано

В оркестровой версии вместо этого звучит серия аккордов в исполнении первых скрипок и повторяющиеся ритмические группы в исполнении вторых скрипок, в то время как альты играют pizzicato:

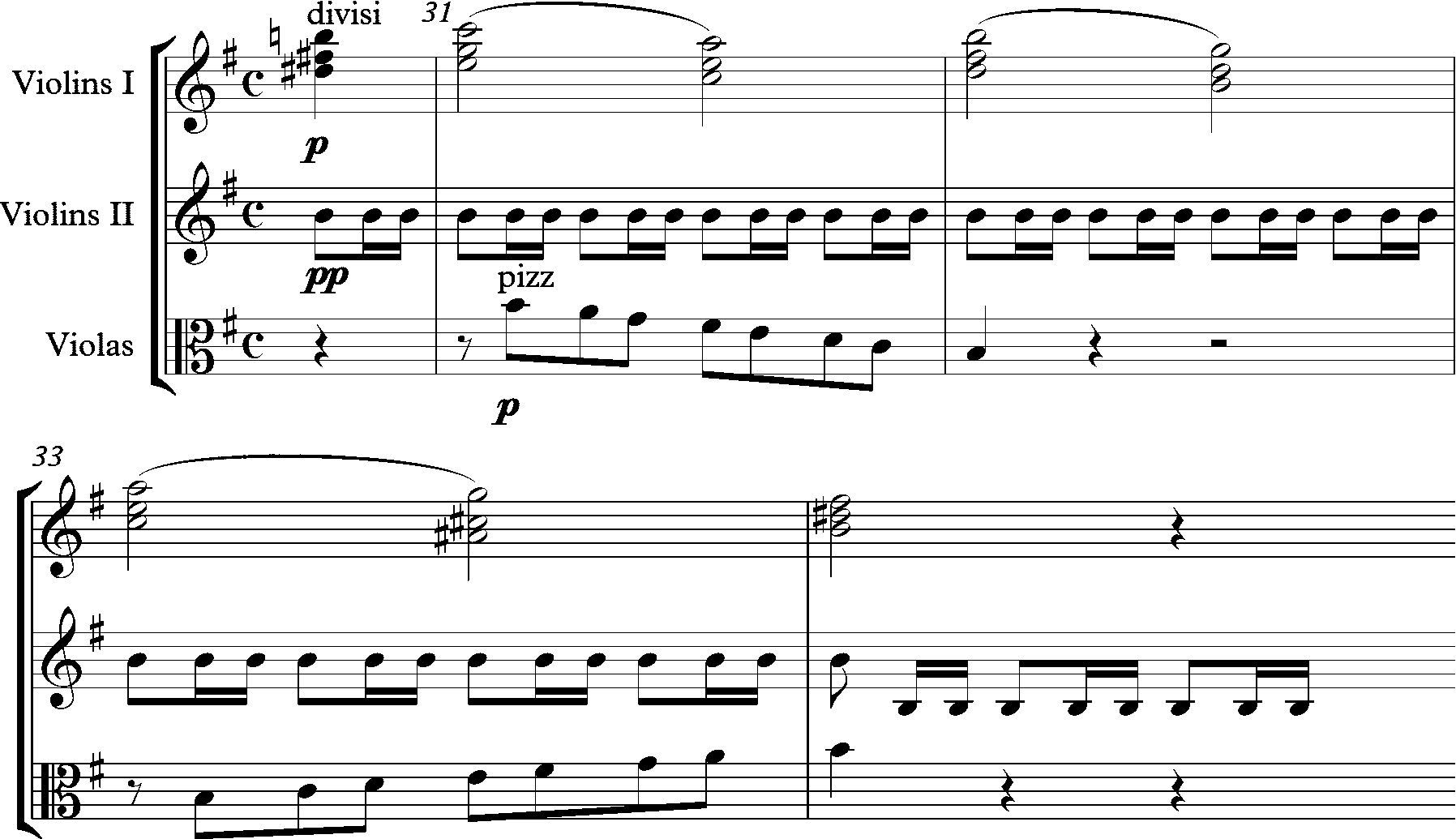
Такты 31–34 прелюдии, оркестр